# Stereocaulon vulcani
Espèce
Stereocaulon vulcani est une espèce de lichen qui fait souvent figure de pionnière sur les coulées de lave de certains volcans, notamment à Hawaï et La Réunion. Sa prolifération tend à conférer, en seulement quelques années, une couleur blanche caractéristique à des coulées auparavant complètement noires.

## Annexe